# Persona Q: Shadow of the Labyrinth
Persona Q: Shadow of the Labyrinth là một trò chơi nhập vai RPG phát triển bởi Atlus cho hệ máy Nintendo 3DS. Nó thuộc dòng Persona, bản thân dòng này lại thuộc dòng Megami Tensei lớn hơn. Tựa game được phát hành trên toàn thế giới vào năm 2014: tháng 7 ở Nhật Bản, tháng 11 ở Bắc Mỹ và châu Âu và tháng 12 tại Úc. Atlus phát hành tựa game tại Mỹ và Nhật Bản trong khi NIS America chịu trách nhiệm phát hành ở các thị trường còn lại.
Câu truyện của Persona Q là một sự kết hợp giữa Persona 3 và Persona 4, nơi các nhân vật được gửi tới bản sao của trường trung học Yasogami ở một thế giới khác. Với việc gặp gỡ Zen và Rei khi cả hai đều bị mất trí nhớ, cả nhóm nhân vật phải cùng nhau hợp tác và khám phá bốn mê cung trong trường để tìm kho báu ẩn giấu bên trong nó để lấy lại ký ức cho Zen và Rei cũng như tìm cách để thoát khỏi mê cung. Cách chơi của tựa game là sự phối hợp của những yếu tố trong dòng Persona và dòng Etrian Odyssey, sử dụng phong cách khám phá mê cung theo góc nhìn thứ nhất và chiến đấu chống lại các kẻ thù hay còn gọi là Shadows bằng cách sử dụng khả năng ''Persona'' của các nhân vật.
Tựa game được phát triển sau khi Atlus hợp tác với các lập trình viên bên ngoài và đạt được thành công trong tựa game Persona 4 Arena và dựa trên mong muốn tạo ra một spin-off với dòng Etrian Odyssey cũng nhu mong muốn có một bản Persona trên 3DS của người hâm mộ. Nhóm phát triển của trò chơi gồm những nhân lực của dòng Persona chính và Etrian Odyssey IV: Legends of the Titan. Nhà thiết kế nhân vật Shigenori Soejima thiết kế tựa game theo phong cách chibi trong khi nhạc được sách tác bởi Athhuushi Kitajoh và Tóhhiikkii Konishi dưới sự giám sát của nhà soạn nhạc Shoji Meguro
Được thông báo lần đầu tiên lần đầu tiên vào năm 2013 bên cạnh Persona 4: Dancing All Night và Persona 5, nó là tựa game thuộc dòng Persona đầu tiên được phát triển cho hệ máy của Nintendo. Trò chơi được nhận những đánh giá tích cực từ các nhà phê bình cũng như có một doanh số bán ra tốt. Nhiều người thích sự pha trộn phong cách chơi giữa Persona và Etrian Odysseys. Phần tiếp theo, Persona Q2: New Cinema Labyrinth dự kiến phát hành cho Nintendo 3DS vào ngày 29 tháng 11 năm 2018 tại Nhật Bản.